# Saladic (Monistrol de Calders)
|  | Per a altres significats, vegeu «Saladic (desambiguació)». |

Saladic és una masia del terme municipal de Monistrol de Calders, a la comarca catalana del Moianès.
És a tocar del nucli urbà, pel costat de llevant, enlairada damunt d'un penya-segat en el lloc on la riera de Sant Joan fa un doble meandre, en el qual es troba el Gorg de Saladic i les restes del Molí de Saladic.
Es tractava d'una masia de les més importants del terme. El poble va créixer, en el segle xviii per la parcel·lació i venda de les seves terres. Tanmateix, el nom antic d'aquest mas no era Saladic, sinó Moragues, que fou un mas que sofrí les malvestats dels segles xvi i xvii, caigué, convertint-se en mas rònec. Fou adquirit i refet per la família Saladic, que, per la documentació existent, menava el molí-masia de Saladic, situat sota i a migdia del mas Moragues.
Les seves possessions abraçaven d'una banda –a la dreta de la riera de Sant Joan- quasi la meitat del poble actual, i de l'altra -a l'esquerra-, tot el vessant nord-occidental de la muntanya de Trullars, amb el Sot de l'Arç i la Baga de Saladic. Al seu sud-oest hi ha la Baga del Solà, que pertanyia a les terres de la masia del Solà.